# Alberto Montt
Alberto Carlos Montt Moscoso (Quito, Ecuador, 22 de diciembre de 1972), es un ilustrador, diseñador y humorista gráfico ecuatoriano-chileno.
conocido por su blog de viñetas Dosis diarias (2006) y por ser autor de libros como Laura y Dino (2016), Solo necesito un gato (2019), y Ansiedad (2020), entre más de 20 obras publicadas.
Ha dedicado su carrera a contar historias cargadas de humor negro, crítica y reflexiones cotidianas a través de viñetas y obras artísticas.
Desde el 2015, presenta junto al dibujante argentino Liniers el show Los Ilustres, en un formato de Stand Up Ilustrado que ha recorrido América Latina y España.
En el 2021 fue invitado por la Maison des Auteurs a realizar una residencia artística en Angouleme, Francia, donde reside desde entonces.

## Biografía
Nació en Ecuador y es hijo del chileno Alberto Montt y la ecuatoriana Consuelo Moscoso. Estudió diseño gráfico y artes plásticas en Quito.
Después de graduarse, creó una empresa de diseño y publicó sus trabajos en las revistas Gestión, Diners Club y el suplemento «La pandilla» del periódico El Comercio. En 1998 se mudó a Santiago de Chile. Su primer empleo en Chile fue como colaborador del diario El Mercurio. Posteriormente, trabajó para las revistas Qué Pasa, Capital y Blank, además de ilustrar diversos libros infantiles.
Sus primeras lecturas de infancia fueron historietas, con mucho contenido de humor gráfico argentino: “De chico viví en el campo —recuerda Montt—, y mi relación con la lectura se dio por las pocas revistas que mi padre lograba conseguir en los kioscos del pueblo. Eran, por suerte, cosas como Mafalda, libros de Fontanarrosa, el Condorito, y uno que otro personaje más lejano tipo Olafo (Olafo el vikingo), Calvin & Hobbes o Charlie Brown.
Ha publicado varios libros de ilustraciones, entre ellos, Para ver y no creer (2001), En dosis diarias (2008), ¡Mecachendié! (2012), y El código de la amistad de Chivas Regal (2012). En el 2010, fue nominado a un premio Altazor en la categoría «Diseño gráfico e ilustración» por su colaboración en el libro Recetas al pie de la letra. Al año siguiente, el servicio de radiodifusión alemán Deutsche Welle le otorgó el galardón The BOBs al «Mejor weblog en español» por Dosis diarias. En 2015 lanzó su libro Eso, pescuezo, cuya presentación la realizó en el marco de la 41° Feria Internacional del Libro de Buenos Aires, junto al historietista argentino Liniers (del cual es sabido que es un gran amigo).

## Obra

### Libros
| Año  | Título                                    |
| ---- | ----------------------------------------- |
| 2001 | Para ver y no creer                       |
| 2008 | En dosis diarias                          |
| 2012 | ¡Mecachendié!                             |
| 2012 | El código de la amistad de Chivas Regal   |
| 2013 | ¿Quién es Montt?                          |
| 2014 | Achiote                                   |
| 2015 | Eso, pescuezo                             |
| 2016 | Laura y Dino                              |
| 2017 | Fuera de servicio                         |
| 2018 | Soñar no cuesta nada                      |
| 2019 | Solo necesito un gato                     |
| 2020 | Sobredosis Diarias                        |
| 2020 | No apagues la luz                         |
| 2020 | Ansiedad                                  |
| 2021 | La Conquista de los Gatos                 |
| 2022 | Mitos y Leyendas de los Mundiales         |
| 2022 | Antiayuda                                 |
| 2022 | Solo Necesito un Gato                     |
| 2023 | México, la Obra Maestra del Diablo        |
| 2025 | El gran libro de los perros según mi gato |